# سيغوندو لونا
سيغوندو لونا (بالإسبانية: Segundo Luna)‏ (20 أبريل 1902 في الأرجنتين - ) هو لاعب كرة قدم أرجنتيني في مركز الدفاع، شارك في الألعاب الأولمبية الصيفية 1928. وشارك مع منتخب الأرجنتين لكرة القدم. أما مع النوادي، فقد لعب مع روزاريو سنترال ونيولز أولد بويز.

## وصلات خارجية
- سيغوندو لونا على موقع عالم كرة القدم.نت (الإنجليزية)
- سيغوندو لونا على موقع أوليمبيديا (الإنجليزية)